# Тишенполь
Тишенполь (словен. Tišenpolj) — поселення в общині Костел, регіон Південно-Східна Словенія, Словенія. Висота над рівнем моря: 368,1 м.